# Ciliegiolo
Il Ciliegiolo è un vitigno a bacca nera originario della zona centrale della Toscana, dove è stato introdotto intorno al 1870. Oggi è coltivato anche in altre regioni d'Italia (Marche, Umbria, Liguria,  Abruzzo, Lazio, Puglia).
Deve il suo nome al colore della bacca e ad uno degli aromi primari del vino rosso che se ne ricava, che richiama la ciliegia.
Attualmente vi sono circa 5 000 ettari di vigne coltivate a Ciliegiolo, ma sono in forte diminuzione.
Il vino prodotto dall'uva Ciliegiolo veniva spesso usato in passato per tagli con altri vini, tra cui anche il Sangiovese, a cui donava una maggior alcolicità, morbidezza e freschezza di profumi fruttati. Inoltre può essere vinificato in bianco o rosato per produrre vini molto freschi e profumati, oppure può dare ottimi vini passiti.
Ad oggi viene vinificato in purezza solamente nelle seguenti DOC: Maremma Toscana Ciliegiolo,  Golfo del Tigullio Ciliegiolo, Val di Cornia Ciliegiolo, Rosso Orvietano Ciliegiolo, Controguerra Ciliegiolo.

## Sinonimi
Aleatico di Spagna, Ciliegino, Ciliegiolo di Spagna, Ciliegiuolo, Ciriegiuolo dolce, morettone.